# Barbiano (Cotignola)

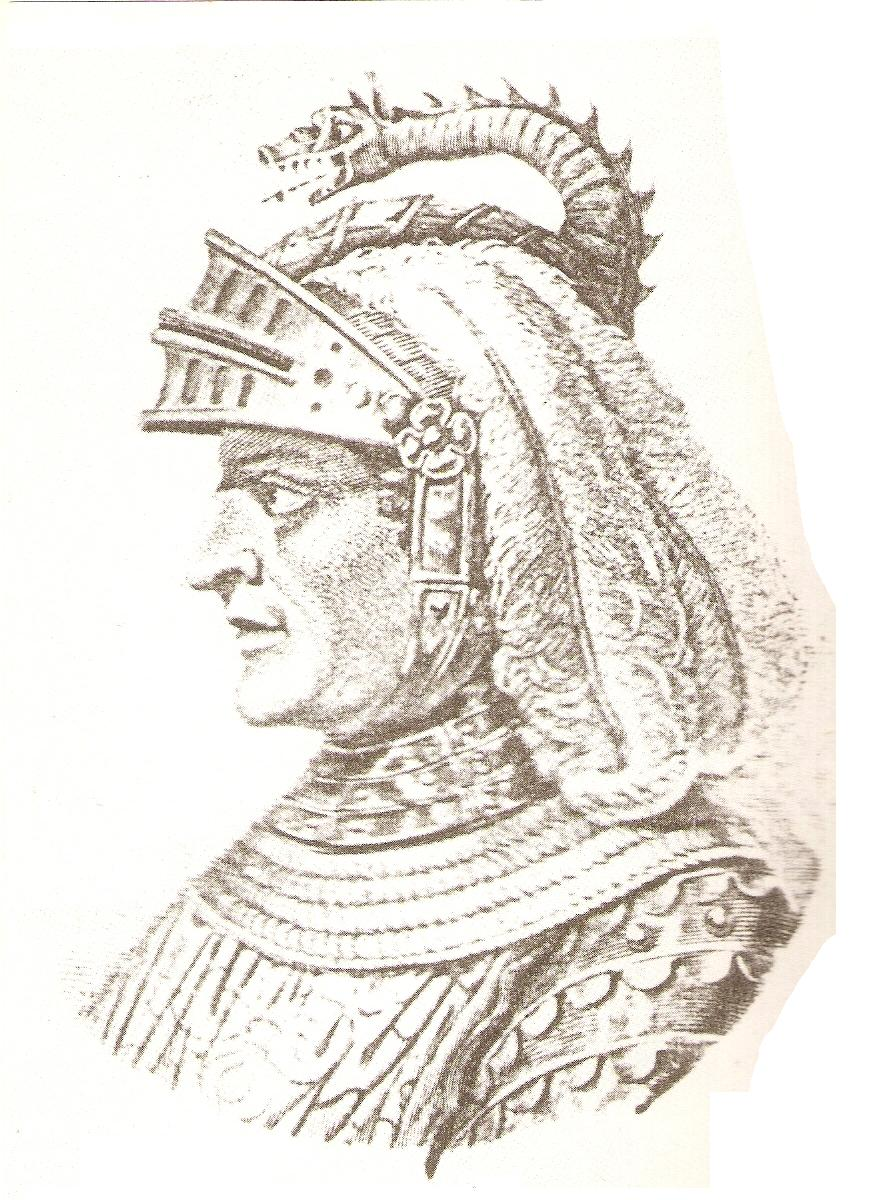
Alberico da Barbiano (1349-1409).

Barbiano (Barbiân in romagnolo) è una frazione del comune di Cotignola, in provincia di Ravenna.
Il centro è ricordato soprattutto per aver dato i natali al capitano di ventura Alberico da Barbiano.

## Origini del nome
Alcuni storici fanno risalire il nome "Barbiano" alla gens Balbia, nota famiglia patrizia romana che abitò nella zona.

## Storia

### Primi insediamenti
Una leggenda, riportata da Girolamo Bonoli nella sua Storia di Lugo ed annessi (1732), pone la fondazione di Barbiano prima dell'anno 829, quando, secondo un documento del monastero di San Vincenzo a Milano (oggi smarrito), il feudo Bugoncio et eius territorio sarebbe stato donato da un Everardo Ravennae et Cunii et Lugi comes, figlio di Desiderio, ultimo re Longobardo, alla badessa Agata. Non si hanno fonti riconosciute di un Everardo figlio di Desiderio, il quale, sempre secondo il Bonoli, dopo essere stato liberato dalla prigionia in cui versava da tempo, sarebbe stato stato elevato al titolo di conte successivamente ad una vittoria in una battaglia contro i Saraceni.
Le prime notizie documentate su Barbiano risalgono al 14 novembre 950, quando in un atto riportato da monsignor Ferdinando Fantuzzi compare la dicitura "plebs sancti Stephani quae vocatur in Barbiano"; la stessa dicitura è stata rinvenuta in un atto successivo datato 8 luglio 993. È da sottolineare come allora la pieve di Santo Stefano avesse giurisdizione spirituale e soprattutto battesimale su un vasto territorio, comprendente fino al XIV secolo anche Lugo e Fusignano.

### Basso Medioevo
Il Medioevo di Barbiano è legato alla figura di Alberico da Barbiano e alla famiglia dei da Barbiano, conti di Cunio, i quali resero il piccolo borgo un castello fortificato che in breve tempo divenne il più importante della zona e, pertanto, obiettivo di numerose famiglie potenti dell'epoca. I da Barbiano esercitarono la loro supremazia sulla vicina Lugo fino alla metà del XV secolo.
Nel 1333 Ostasio I da Polenta, signore di Ravenna, si impossessò di Lugo. Dopo soli cinque anni, nel 1338 Manfredo da Barbiano conte di Cunio, alleato con l'arcivescovo di Ravenna, tornò nuovamente in possesso del castrum lughese per poi passarlo, per paura di non riuscire a difenderlo, al guelfo Taddeo Pepoli, signore guelfo di Bologna. Dopo aver ripreso il controllo sulla città, nel 1352 i da Barbiano persero definitivamente Lugo, che passò alla famiglia Visconti.
Il castello dei conti di Cunio fu poi abbattuto, dopo vani tentativi, il 16 maggio 1409, ad un mese dalla morte del capitano di ventura Alberico da Barbiano, dalle milizie del figlio ribelle Lodovico, schieratosi assieme alle truppe del cardinale Baldassarre Cossa. Successivamente Lodovico ottenne il possesso di Lugo, Massa Lombarda e Conselice ed il titolo di conte.

Nel 1430 venne offerta ai da Barbiano la contea di Belgioioso. Nel 1436 lasciarono definitivamente la Romagna e presero possesso del castello, in Lombardia. Nel Ducato di Milano essi non dimenticarono le origini romagnole, tanto che il titolo comitale di Cunio venne utilizzato per vezzo, pur non avendone più l'investitura, da alcuni discendenti dei Barbiano.

### Età Moderna
Per tutto il XV secolo la zona fu soggetta al controllo degli Sforza, mentre dal 1500 in poi il territorio passò sotto il dominio estense, fino al 1598, anno nel quale Barbiano passò allo Stato Pontificio. Il territorio di Barbiano, come gran parte della Romagna, rimase nello Stato della Chiesa fino all'Unità d'Italia, a parte il periodo di occupazione napoleonico. Le truppe napoleoniche invasero la Romagna nel 1796. Lugo si rivoltò (30 giugno - 8 luglio) e fu punita con il saccheggio. Anche Barbiano subì gli effetti della rappresaglia francese poiché alcuni contadini avevano partecipato ad un'azione antifrancese (agguato di Villa Bolis).
Negli anni quaranta del XIX secolo, all'epoca del famoso bandito Stefano Pelloni detto "il Passatore", due barbianesi, Pietro Tasselli detto "Pierone o Giazzolo", e Andrea Montanari, prete-bandito, ambedue forse ispiratori della visita nella locale canonica del Passatore, si aggregarono al suo gruppo.

### XX e XXI secolo
Durante la seconda guerra mondiale, l'avanzata degli eserciti alleati (USA e Impero britannico) si arrestò lungo il Senio (inverno 1944-aprile 1945); Barbiano venne liberata dal 24º Battaglione di fanteria della Seconda Divisione Neozelandese, nella notte fra il 9-10 aprile 1945.

Un soldato barbianese è ricordato per aver partecipato all'ultima carica di cavalleria lanciata dall'esercito italiano: si chiamava Giovanni Camerini ed aveva 22 anni. L'attacco si svolse il 17 ottobre 1942 sul fronte jugoslavo e Camerini cadde in battaglia.

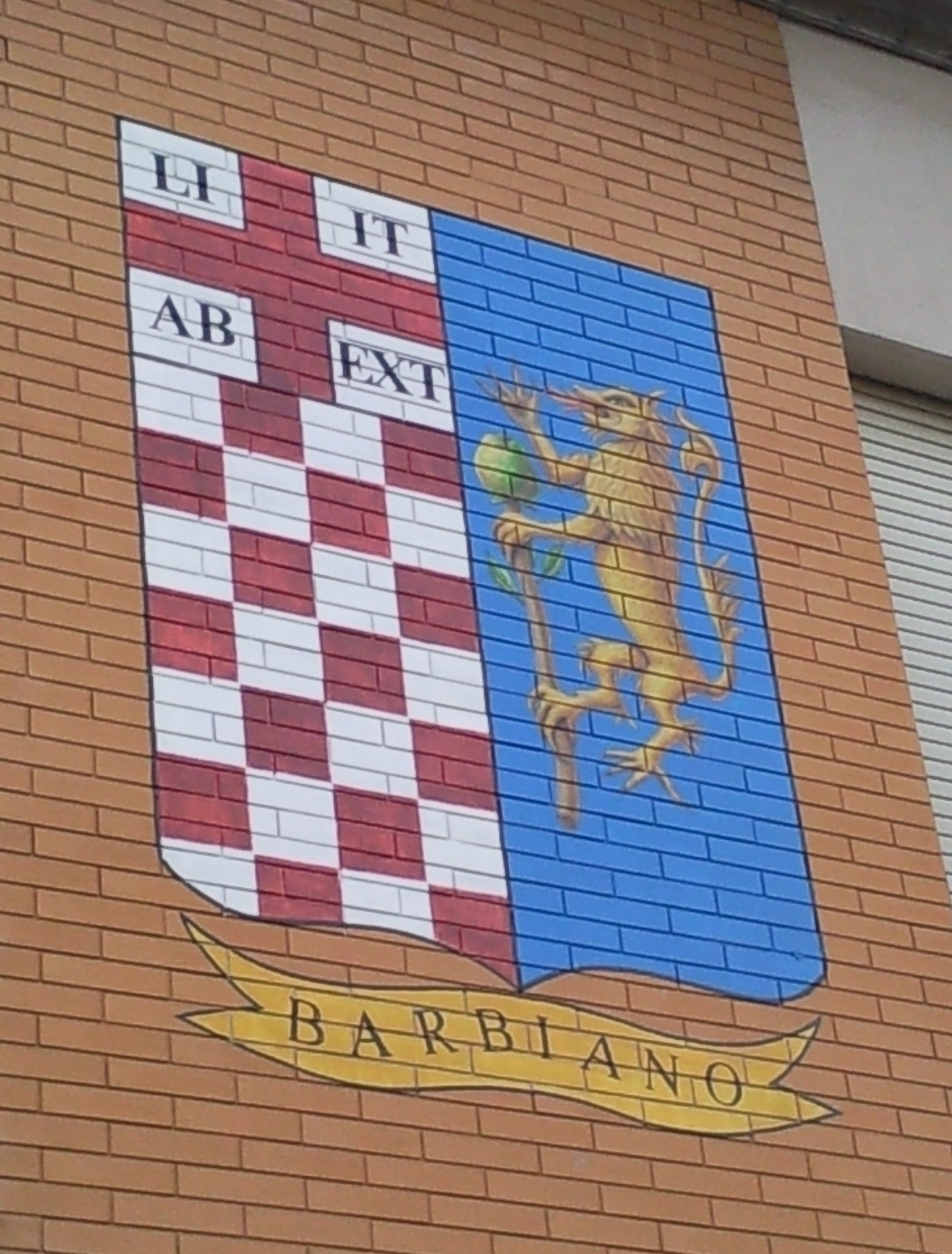
Lo stemma della frazione dipinto sulla facciata della casa comunale

Nel secondo dopoguerra sono stati attivati molti servizi per la cittadinanza, come la stazione ferroviaria.
Oggi nella frazione sono presenti una scuola dell'infanzia, una scuola primaria, intitolata a Giosuè Carducci, e alcuni servizi come un ufficio postale e una farmacia; a Barbiano ha inoltre sede uno stabilimento di Conserve Italia.

## Monumenti e luoghi d'interesse

### Architetture religiose

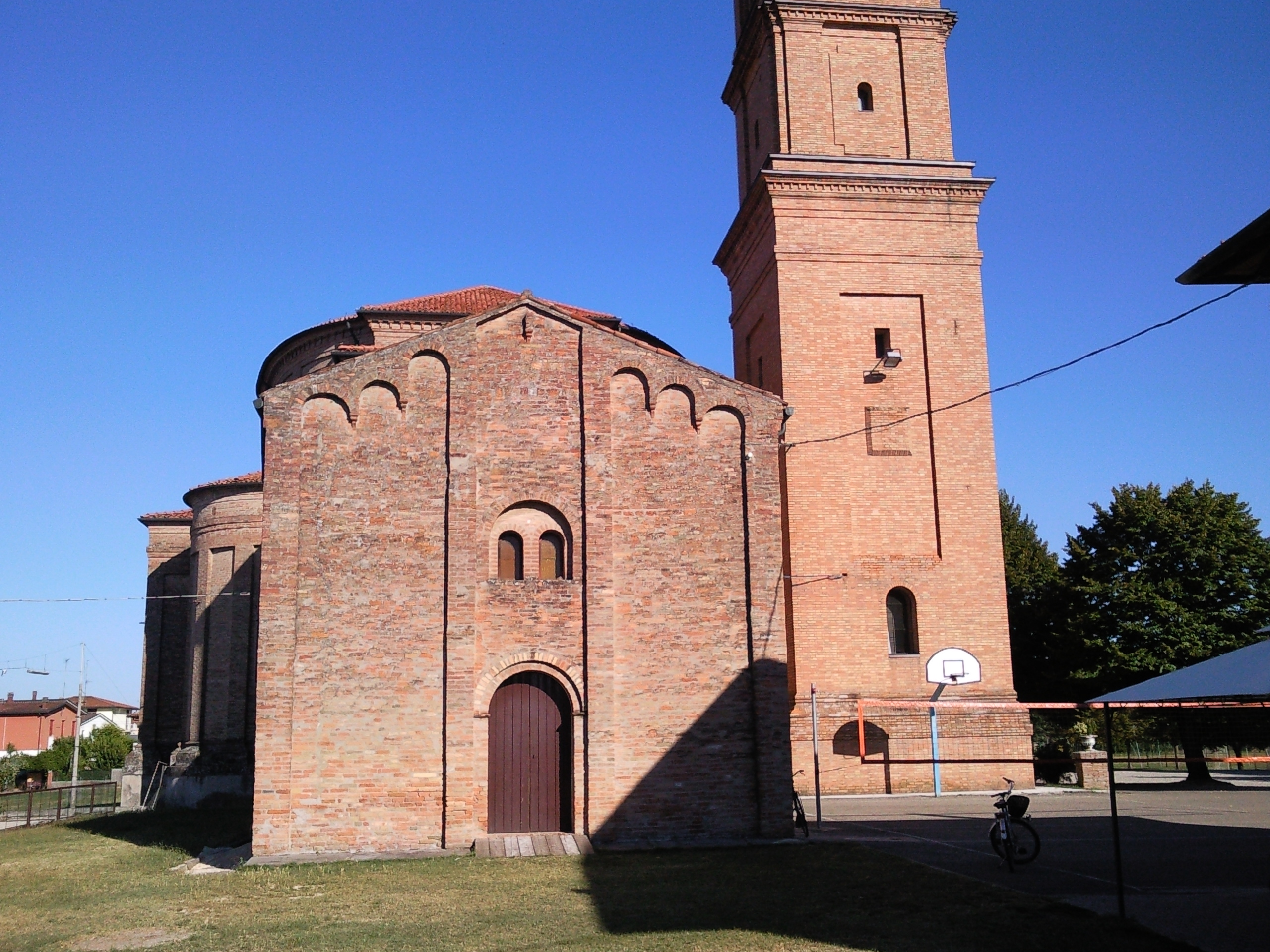
La Pieve di Santo Stefano

- Pieve di Santo Stefano. Edificata nell'Alto Medioevo (prima del 900[9]) con il nome di Sancti Stephani in Barbiano. L'edificio attuale, di stile romanico, fu costruito sulle sue rovine attorno alla metà del XV secolo, come riportava un'iscrizione su pietra datata 1447 e conservata nella canonica fino alla seconda guerra mondiale, e oggi andata perduta. Fu risparmiata da Lodovico da Barbiano, quando egli distrusse il castello nel 1409, sfuggendo secoli dopo anche ai bombardamenti della seconda guerra mondiale che distrussero, però, la collegiata maggiore e il campanile. La pieve è stata inserita nell'elenco degli edifici monumentali della Provincia di Ravenna dal Ministero della Pubblica Istruzione.
- Chiesa di Santo Stefano Protomartire. Fu costruita nel 1784 su disegno dell'architetto imolese Cosimo Morelli. È stata ricostruita fedelmente assieme al campanile, che con i suoi 47,5 metri è uno dei più alti della zona, dopo i bombardamenti della seconda guerra mondiale.

## Società

### Religione
La parrocchia di Barbiano fa parte della Diocesi di Imola.
Il patrono è Stefano protomartire, che si festeggia il 26 dicembre. Nella chiesa parrocchiale si venera l'immagine della Madonna Incoronata.

## Cultura

### Eventi e ricorrenze
La principale festa religiosa che si svolge a Barbiano è la Festa della Madonna Incoronata, che si tiene nella prima domenica di settembre.
L'ultima fine settimana di maggio si svolge, in onore del grande condottiero barbianese del XIV secolo, il Palio di Alberico, nel quale i quattro rioni del paese (Rose, Ballardini, Alberico e Quercia) si affrontano in varie sfide per contendersi il premio, rappresentato da una riproduzione del suo elmo e del vessillo donatogli dal papa.

### Barbiano nella letteratura
I da Barbiano, signori di Barbiano durante il periodo medievale, sono citati come signori di Cunio nel Canto XIV del Purgatorio, nella cornice degli invidiosi.

## Infrastrutture e trasporti
Barbiano è situato lungo la strada provinciale che collega Lugo con Faenza.
È attraversato, inoltre, dalla linea ferroviaria Castel Bolognese-Ravenna. La stazione di Barbiano è stata inaugurata nel 1948.

## Galleria d'immagini

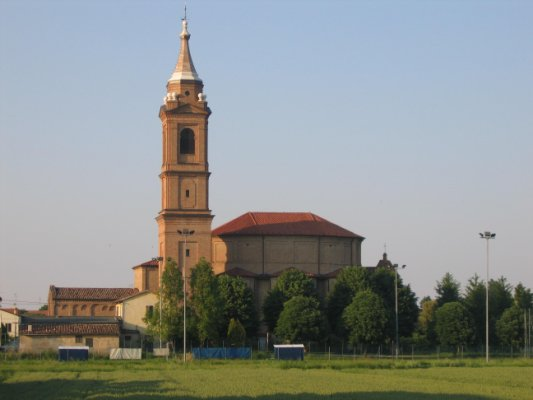
Chiesa di Santo Stefano Protomartire
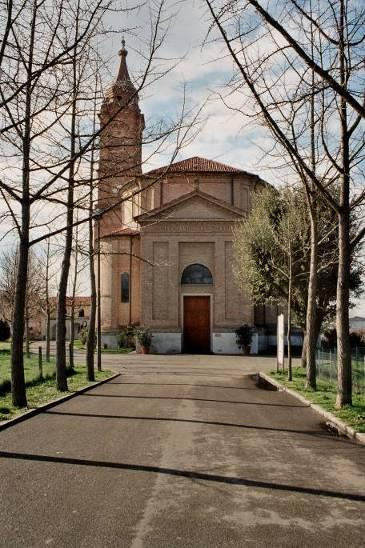
Fronte della chiesa di Santo Stefano
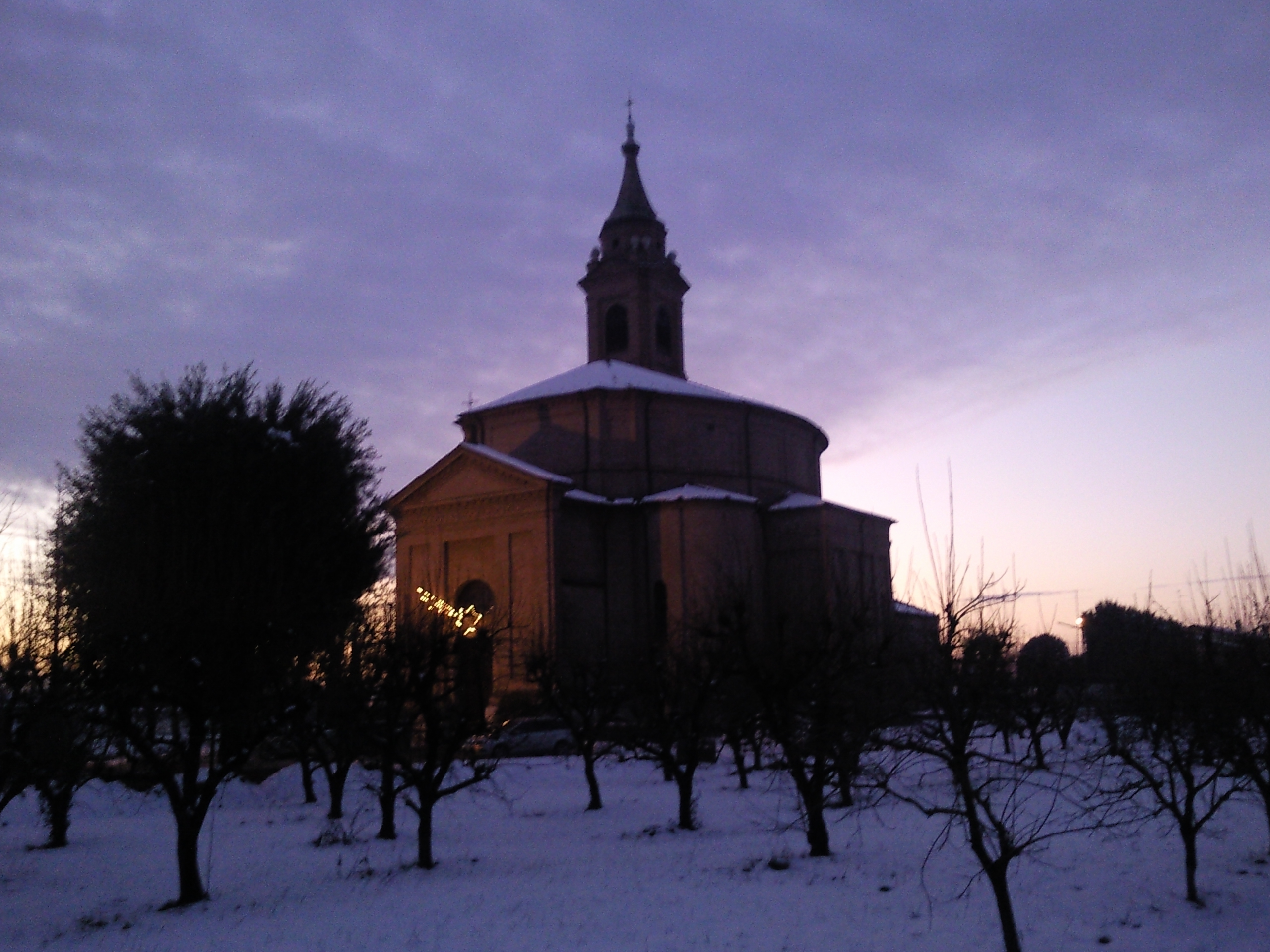
La chiesa sotto la neve
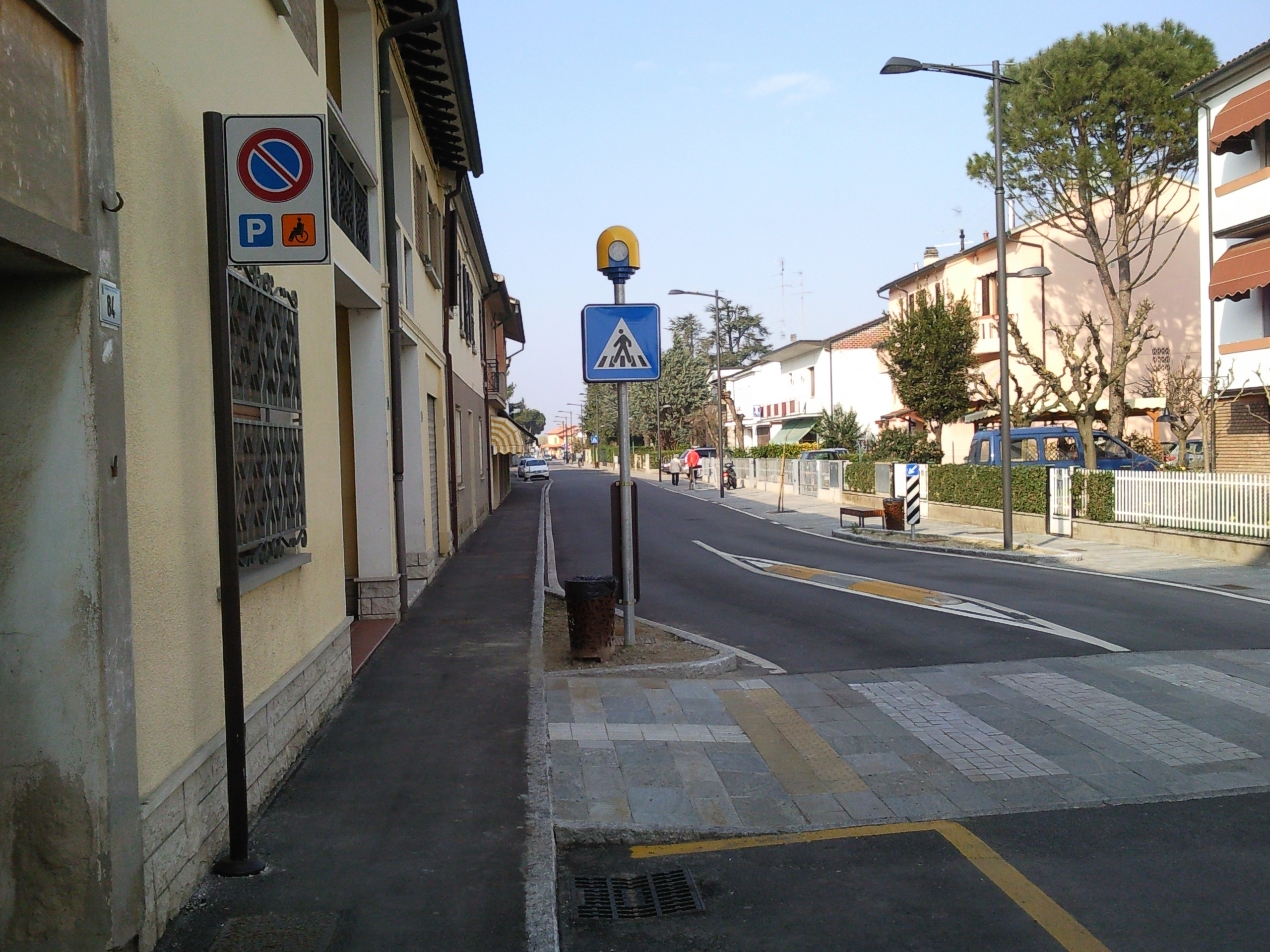
Via Manzoni in centro
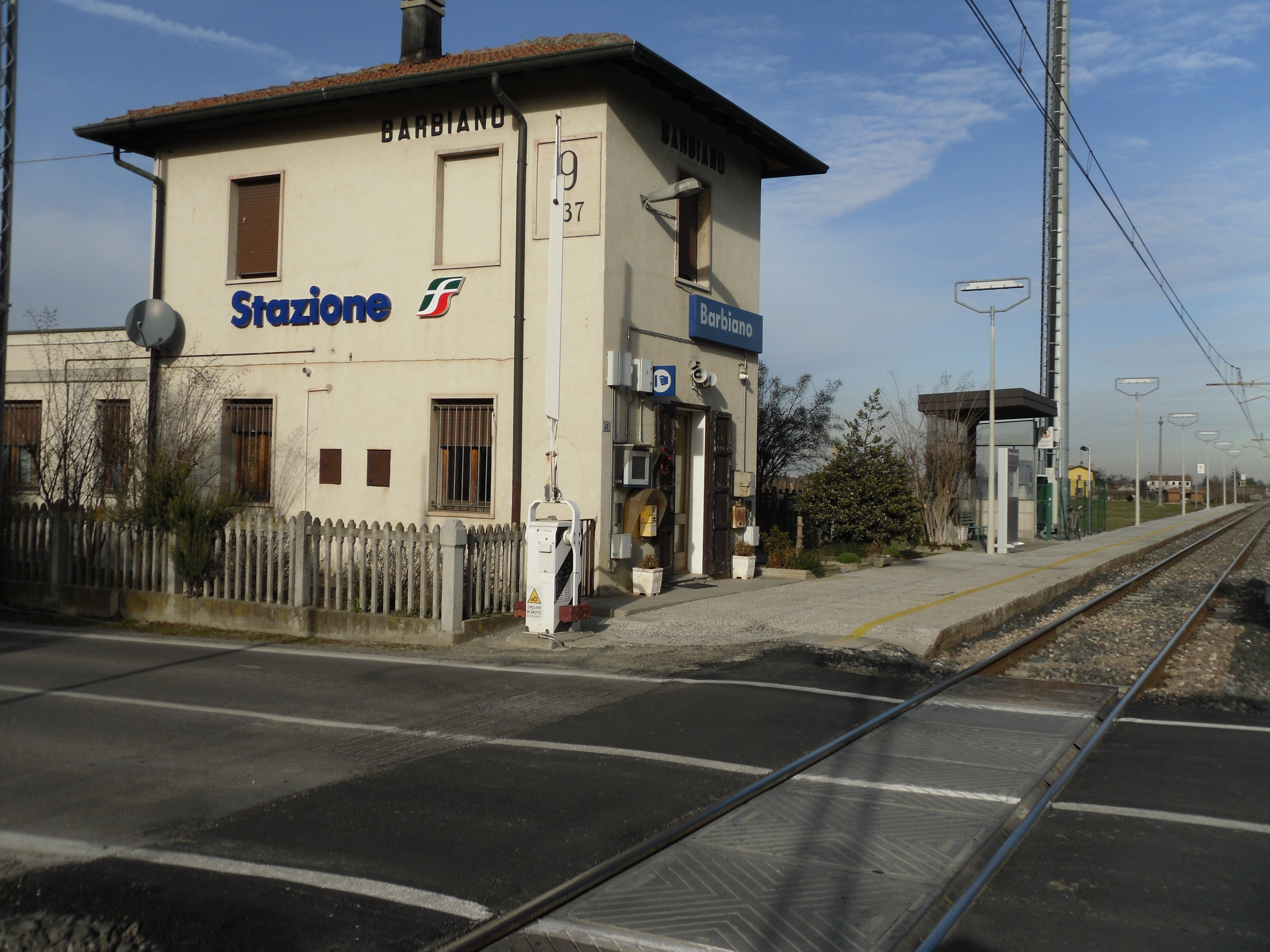
Stazione ferroviaria
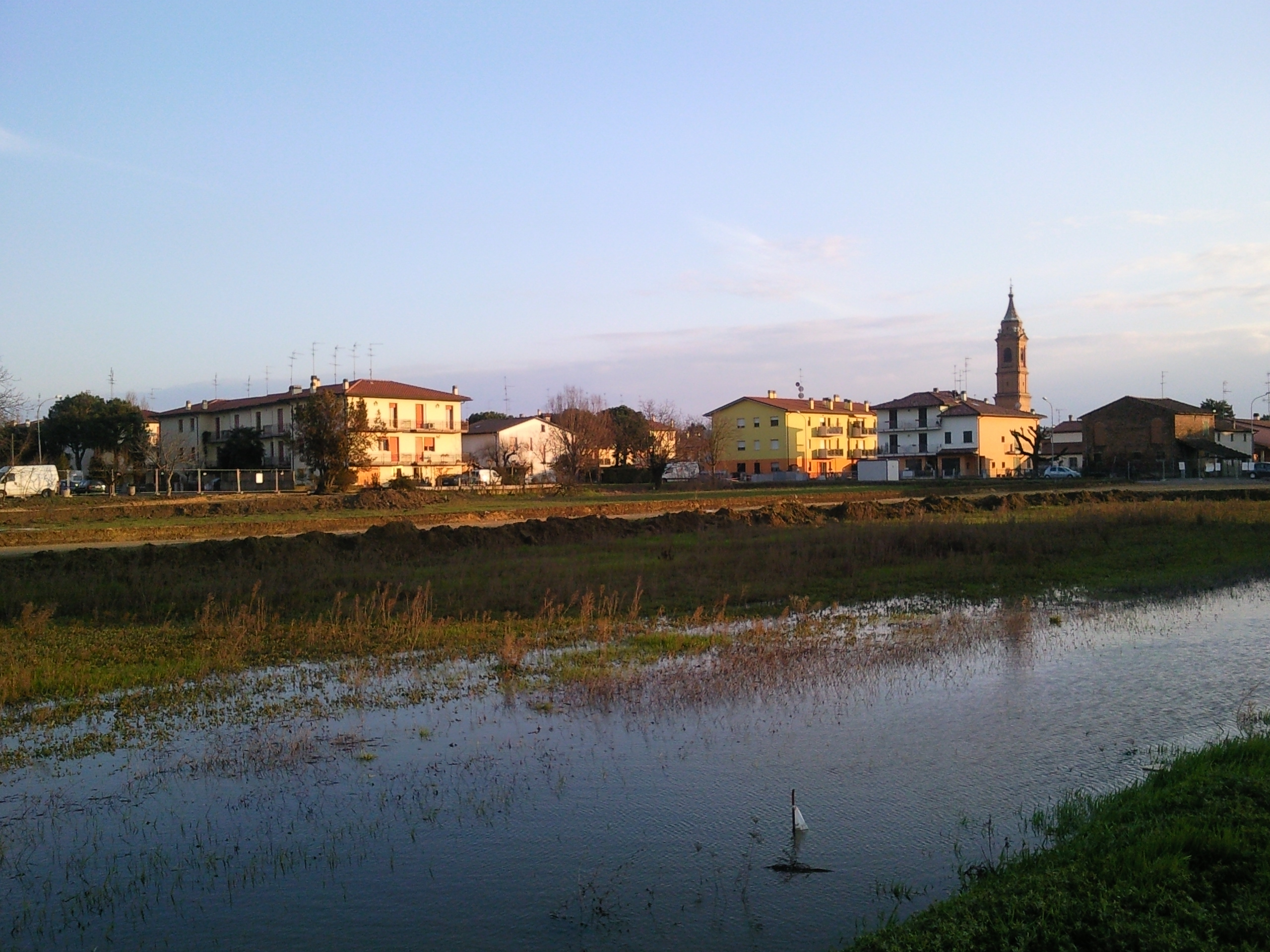
Barbiano da una zona in costruzione